# Port Henry
Port Henry és una població dels Estats Units a l'estat de Nova York. Segons el cens del 2000 tenia 1.152 habitants.

## Demografia
Segons el cens del 2000, Port Henry tenia 1.152 habitants, 491 habitatges, i 295 famílies. La densitat de població era de 370,7 habitants per km².
Dels 491 habitatges en un 27,9% hi vivien nens de menys de 18 anys, en un 42% hi vivien parelles casades, en un 12,8% dones solteres, i en un 39,9% no eren unitats familiars. En el 33,6% dels habitatges hi vivien persones soles el 16,7% de les quals corresponia a persones de 65 anys o més que vivien soles. El nombre mitjà de persones vivint en cada habitatge era de 2,29 i el nombre mitjà de persones que vivien en cada família era de 2,9.
Per edats la població es repartia de la següent manera: un 24,7% tenia menys de 18 anys, un 7,8% entre 18 i 24, un 25,4% entre 25 i 44, un 22,1% de 45 a 60 i un 19,9% 65 anys o més.
L'edat mediana era de 40 anys. Per cada 100 dones de 18 o més anys hi havia 86,9 homes.
La renda mediana per habitatge era de 29.306 $ i la renda mediana per família de 40.556 $. Els homes tenien una renda mediana de 34.821 $ mentre que les dones 20.703 $. La renda per capita de la població era de 17.455 $. Entorn del 12,2% de les famílies i el 19,2% de la població estaven per davall del llindar de pobresa.